# 利希尼夫卡 (波爾塔瓦州)
49°11′38″N 34°13′45″E / 49.19389°N 34.22917°E
利希尼夫卡（羅馬化：Lishchynivka）是烏克蘭中部的村莊，隸屬波爾塔瓦州的波爾塔瓦區。該村處於沃爾斯克拉河右岸，分別距離哈利-霍爾巴特基1公里和庫尼夫卡0.5公里，海拔高度122米，2001年人口510。